# RAF St Athan
St Athan Royal Air Force Base är en flygbas i Storbritannien.   Den ligger i kommunen Vale of Glamorgan och riksdelen Wales, i den södra delen av landet, 230 km väster om huvudstaden London. St Athan Royal Air Force Base ligger 49 meter över havet.
Terrängen runt St Athan Royal Air Force Base är platt. Havet är nära St Athan Royal Air Force Base söderut.  Närmaste större samhälle är Cardiff, 19,6 km öster om St Athan Royal Air Force Base. 